# Lagi Setu

a Compétitions nationales et continentales officielles uniquement.

b Matchs officiels uniquement.
Dernière mise à jour le 3 juin 2025.
Lagi Setu, né le 25 février 1988 à Auckland (Nouvelle-Zélande), est un joueur de rugby à XIII samoan évoluant au poste de deuxième ligne. Il représente l'équipe des Samoa en 2008.

## Carrière

### En club
Lagi Setu fait ses débuts professionnels en 2007, avec les St. George Illawarra Dragons en National Rugby League,. Deux saisons plus tard, il rejoint les Brisbane Broncos.
En 2010, à la fin de son contrat avec les Broncos, il met de côté sa carrière de joueur de rugby pour devenir missionnaire mormon pendant deux ans,.
Il reprend sa carrière en 2013, lorsqu'il s'engage avec les Melbourne Storm en NRL. Un an plus tard, il rejoint les Canberra Raiders au sein du même championnat. Il ne joue aucun match avec cette équipe, et se voit libéré de son contrat au bout d'une saison pour rejoindre les Sydney Roosters en 2015.
En 2015, il décide de changer de code et de passer au rugby à XV, rejoignant l'équipe de Queensland Country en National Rugby Championship. Il joue ensuite avec les clubs amateurs de GPS Rugby et du Gordon RFC,.

### En équipe nationale
Lagi Setu est sélectionné avec l'équipe des Samoa pour participer à la coupe du monde de rugby à XIII 2008. Il joue deux matchs lors de la compétition.